# Masami Kuwashima
 Masami Kuwashima  va ser un pilot de curses automobilístiques japonès que va arribar a disputar curses de Fórmula 1.
Va néixer el 14 de setembre del 1950 a Kumagaya, Saitama, Japó.

## A la F1
Masami Kuwashima va debutar a la F1 a la setzena i última cursa de la temporada 1976 (la 27a temporada de la història) del campionat del món de la Fórmula 1, disputant el 24 d'octubre del 1976 el G.P. del Japó al circuit de Fuji.
Va participar en una única cursa puntuable pel campionat de la F1, no aconseguint classificar-se per disputar la cursa i no assolínt cap punt pel campionat del món de pilots.

## Resultats a la Fórmula 1
| Any  | Equip                | Xassís             | Motor   | 1   | 2   | 3     | 4   | 5   | 6   | 7   | 8   | 9   | 10  | 11  | 12  | 13  | 14  | 15  | 16      | Posició | Punts |
| ---- | -------------------- | ------------------ | ------- | --- | --- | ----- | --- | --- | --- | --- | --- | --- | --- | --- | --- | --- | --- | --- | ------- | ------- | ----- |
| 1976 | Wolf-Williams Racing | Wolf-Williams FW05 | Ford V8 | BRA | SUD | O.USA | ESP | BEL | MON | SUE | FRA | GBR | ALE | AUT | HOL | ITA | CAN | USA | JAP NVS | -       | 0     |

### Resum
| Curses: | Victòries: | Pòdiums: | Poles: | Voltes ràpides: | Punts: |
| ------- | ---------- | -------- | ------ | --------------- | ------ |
| 1       | 0          | 0        | 0      | 0               | 0      |